# Coco (film)
Coco is een stereoscopische digitale animatiefilm uit 2017, geproduceerd door Pixar Animation Studios en gedistribueerd door Walt Disney Pictures. De film heeft als thema het Mexicaanse feest Dag van de Doden.

## Verhaal
De film draait rond Miguel, een twaalfjarige jongen die in Santa Cecilia op het Mexicaanse platteland woont, en is de eerstgeboren zoon van zijn generatie binnen de Rivera-familie. Sinds matriarch Imelda alleen voor haar dochter moest zorgen toen haar echtgenoot, een muzikant, op een dag met de noorderzon vertrok, is muziek een taboe binnen de familie, die bekend is om haar kwaliteitsvolle schoenen. Het oudste nog levende lid van de familie, Mamma Coco, is zwaar dement, maar kijkt nog steeds uit naar haar vader, die ze hoopt terug te zien. Miguel kan de lokroep van muziek niet weerstaan, zeker aangezien zijn dorp de geboorteplek is van de grootste Mexicaanse muzikant en acteur, Ernesto de la Cruz. Op de vooravond van de Dia de los Muertos, de Dag der Doden, wil Miguel zichzelf bewijzen door deel te nemen aan een talentenjacht, wat uiteraard op onbegrip stuit van zijn familie. De volgende dag is het de Dag van de Doden. Door een ongeluk bij de ofrenda, de offerande, valt de foto van Imelda op de grond. Miguel ontdekt dat er aan de foto, waar het hoofd van de man is afgescheurd, nog een verborgen zijkant zit, met daarop een wel heel bekend muziekinstrument; de gitaar van Ernesto de la Cruz, en gelooft dat hij een nazaat is van De la Cruz. Zijn familie reageert hier woedend op en vernielt Miguels eigenhandig gemaakte gitaar, waarna de jongen geschokt uitroept niet langer bij de familie te willen horen en het op een lopen zet. 
Nog steeds voornemens deel te nemen aan de show die avond, gaat Miguel, die wanhopig zichzelf wil bewijzen, op zoek naar een gitaar. Overtuigd van zijn geboorterecht, steelt hij de gitaar van De la Cruz in zijn mausoleum. Dit heeft echter verregaande gevolgen; Miguel verdwijnt uit de fysieke wereld en komt in de wereld van de doden terecht, die hij nu kan zien en er zelfs mee kan praten. Onder hen vindt hij de skeletachtige representaties van zijn overleden familieleden, die even verbaasd zijn als Miguel dat ze elkaar kunnen zien. Ze besluiten hem dan maar mee te nemen naar het Land van de Doden, waar Imelda de doorgang geweigerd wordt; en met reden, want de foto van Imelda staat inderdaad niet op de ofrenda. Miguel, in zijn haast, heeft de foto nog steeds op zak, en doordat Miguel in wezen een diefstal pleegde, is zowel hijzelf als zijn familie vervloekt. De oplossing is simpel; iemand van Miguels overleden familieleden dient hem een zegen te geven, zodat hij de foto terug kan plaatsen en de vloek op kan heffen. Imelda stelt echter een bijkomende voorwaarde; Miguel krijgt de zegen enkel wanneer hij muziek voorgoed afzweert. Veinzend akkoord te gaan, keert Miguel terug naar de wereld der levenden. Maar wanneer hij wederom Ernesto's gitaar op pakt, is de belofte verbroken en zijn ze weer bij af. Miguel protesteert tegen de voorwaarde, en als niemand van de Rivera's hem wil zegenen, zal hij de zegen wel vragen van zijn andere familie. 
Tijdens zijn poging om te vluchten botst hij op Héctor, die wanhopig de Brug over probeert te steken, maar omdat ook zijn foto niet op een ofrenda staat, faalt hij eveneens. Miguel hoorde hoe Héctor met een grensbewaker probeert een overeenkomst te sluiten door te stellen dat hij De la Cruz persoonlijk kent: als Héctor hem tot bij De la Cruz kan brengen voor diens zegen te krijgen, zal Miguel Héctors foto meenemen naar het land van de levenden om het op een ofrenda te plaatsen. Héctor, beseffende dat zijn dochter niet lang meer te leven heeft, gaat akkoord en samen proberen ze tot bij de vermaarde artiest te komen. Eerst door de choreografe aan te spreken, waarbij blijkt dat Ernesto nooit naar een repetitie komt. Wel hoort Miguel dat Héctor om het leven schijnt te zijn gekomen omdat hij gestikt zou zijn in een stukje chorizo. Een tweede piste is deelnemen aan een talentenjacht, waarbij de winnaar een vrijgeleide krijgt om de jaarlijkse show bij zonsopgang van De la Cruz bij te wonen als VIP, inclusief deelname aan het feest in zijn haciënda vooraf. 
Héctor neemt Miguel mee naar een afgelegen stukje van de dodenstad, waar lotgenoten verblijven, wiens nazaten hen ook niet eren met de ofrenda. Onder hen is een gitarist, die vergeten wordt door de laatste levende persoon die hem nog heeft gekend, en wil zijn gitaar afstaan op voorwaarde dat Héctor een lied speelt voor hem, waarna hij verdwijnt. Onder de indruk, leert Miguel dat dit de 'stille dood' is, waarbij een dode, vergeten in de wereld der levenden, ook in het Land van de Doden een tweede keer sterft en voorgoed verdwijnt. Héctor zelf vreest dat dit lot hem vannacht ook te wachten staat, en er nog meer haast mee is gemoeid: als Miguel niet snel terugkeert, zal de jongen zelf een Dode worden en kan de vloek niet ongedaan worden gemaakt, en is Héctors laatste kans tegelijk verkeken.
Op de talentenjacht passeren diverse artiesten de revue, de ene al slechter dan de andere. Miguel is vreselijk nerveus, want in werkelijkheid heeft hij nog nooit voor publiek gespeeld, zelfs als hij zichzelf meer dan behoorlijk gitaar heeft leren spelen. Wanneer Héctor hem voldoende op heeft weten te peppen, is er nog de keuze qua nummer. Miguel wil Remember Me spelen, De la Cruz' grootste hit, maar dat wordt door zowat alle andere deelnemers op de een of andere manier al gespeeld. In plaats daarvan stelt Héctor Poco Loco  voor. Wanneer Miguel aan de beurt is, blaast hij na een aarzelende start iedereen omver, met Héctor die mee op het podium belandt, en met de jongen een knallend duet brengt. Echter zijn Miguels familieleden hem terug op het spoor geraakt, mede dankzij Imelda's Alebrije ofte geestengids, Pepita, een enorme gevleugelde panter. Héctor wil Miguel bij zijn familie terugbrengen, waarna hij het terug op een lopen zet. Tijdens zijn ontsnappingspoging wordt Miguel staande gehouden wanneer Imelda ineens begint te zingen, met een zeer melodieuze stem. Imelda vertelt dan dat ze eigenlijk van muziek heeft gehouden, maar de keuze maakte om voor haar familie te kiezen, ten koste van muziek en de vreugde die het bracht. Miguel wordt alleen maar meer er door overtuigd dat Imelda's keuzes verkeerd zijn en vlucht alsnog. Met behulp van de winnaars van de eerdere talentenjacht weet Miguel op eigen houtje in de haciënda van Ernesto te belanden, en in een boude beweging weet hij de aandacht van de artiest op zich te krijgen door The world is my Familia te spelen. Ernesto leert dan dat Miguel zijn achter-achter-achterkleinkind is en zijn zegen nodig heeft om terug te keren naar het land van de doden. Na enkele uren door te hebben gebracht met zijn idool, wil Ernesto Miguel de zegen geven, wanneer een woedende Héctor plots diens opwachting maakt. Dan komt de waarheid pas aan het licht: Niet Ernesto, maar Héctor is de auteur van de muziek en de gitaar, het ware genie achter De la Cruz; Ook de manier waarop Héctor om het leven komt blijkt in een film van Ernesto in te zijn geschreven, en het is niet de chorizo die hem de das omdeed. Héctor wilde het allemaal opgeven, voor zijn familie ten dienste te staan, op de vooravond van hun grote doorbraak. Een machtshongerige Ernesto vergiftigde Héctor en eigende diens liederen en gitaar toe, terwijl Héctor in het Land van de Doden aankomt... Om nu te beseffen dat hij door Ernesto uit geldzucht werd vermoord en zich op Ernesto te werpen. Diens veiligheidsmensen komen tussenbeide en voeren Héctor weg. Miguel, wiens tijd ook begint te dringen, wordt eveneens afgevoerd; Ernesto vertrouwt Miguel niet diens mond te houden over de waarheid en besluit de jongen veilig weg te stoppen om zijn reputatie veilig te stellen en Héctors foto tot die tijd in zijn zak te stoppen; Héctor is immers onderhevig aan de effecten van de 'stille dood'...
Héctor en Miguel zitten even later in een cenode en komen tot het besef dat niet Ernesto, maar Héctor Miguels voorvader is. Voor Miguel is dat een opluchting, want hij vreesde familie te zijn van een dief, leugenaar en moordenaar. Echter, ze zitten niet minder in de letterlijke put, tot Pepita, geleid door Miguels Alebrija Dante, Miguel komt bevrijden. Tegelijk is het terug een weerzien tussen Imelda en Héctor, en het is op zijn zachtst gezegd een koude verwelkoming. Miguel komt tussenbeide en vertelt aan Imelda en de rest van de familie de ware toedracht die Héctor verhinderde terug te keren naar haar en Coco. Wanneer hij terug een aanval krijgt van de 'stille dood', gaat Imelda deels overstag: ze kan Héctor niet vergeven, maar wil wel helpen om dit onrecht ongedaan te maken. Miguel heeft al een plan hoe ze tot bij Ernesto kunnen geraken. 
Korte tijd later zijn Miguel, Héctor en de Riveras in de coulissen van het concertgebouw. Ze botsen hierbij al snel op Ernesto, die spontaan een paar draaien rond zijn schedel krijgt van Imelda, die het hem zwaar kwalijk neemt 'de liefde van haar leven' te hebben gedood. Dit verrast iedereen, inclusief Héctor, waarna Ernesto ervandoor probeert te geraken. Imelda probeert haar uitspraken te vergoelijken dat ze in de war is, waarna Miguel ad rem bevestigt dat de liefde nog lang niet over is. Na een wilde achtervolging heeft Imelda de foto, maar belandt hierbij op het podium. In een poging terug tot bij de anderen te geraken, doet ze iets dat niemand van de Riveras hun matriarch ooit hebben weten doen: ze begint te zingen, met begeleiding van Héctor en aansluitend het aanwezige concert, waarna Ernesto er een duet van maakt teneinde de foto terug te bemachtigen. Het publiek weet niet beter of het hoort bij de show, zelfs als het lied besloten wordt met een fikse hak op Ernesto's voet. Maar voor Imelda en Héctor Miguel de zegen kunnen geven in de coulissen, komt Ernesto nogmaals tussenbeide. Zonder dat deze het door heeft, schakelen Rosita en Julio een aanwezige camera en feed in, waardoor Ernesto onbedoeld zijn misdaden bloot geeft voor het publiek, gevolgd door Miguel over de rand te werpen. Wanneer Ernesto terug op het podium verschijnt, wordt hij geconfronteerd met de woede van de toeschouwers en de minachting van de dirigent. Pepita heeft ondertussen Miguel gered, maar de foto is nu reddeloos verloren. Na de jongen veilig aan de grond te hebben gezet, keert de gigantische geestengids zich tegen Ernesto en katapulteert hem uit het stadion, ironisch genoeg, tegen een kerkklok, die aansluitend boven op hem neerkomt, in een herhaling van zijn dood in 1943. 
Héctors tijd komt op zijn einde, net als de tijd voor Miguel om terug te keren naar het land der levenden: de zon komt op. Zonder de foto vreest Miguel echter dat het een uitstel van executie is, maar niettemin, met de zegen om zijn eigen leven zonder voorwaarden te leven van zowel Imelda als Héctor, wordt Miguel wakker in het mausoleum. Zonder verpinken grijpt hij de gitaar vast (welke nu hem daadwerkelijk rechtens toekomt), en stormt naar huis. De overige familieleden proberen hem tegen te houden, maar handig weet Miguel de kamer van Coco te bereiken en barricadeert zich. Coco zit stilletjes en met een lege blik voor zich uit te staren, en reageert in het geheel niet. Een radeloze Miguel wordt aangemaand om zich bij Coco te verontschuldigen. Dan herinnert hij zich de gitaar, en hoewel men hem eerst wil stoppen, speelt hij dapper hét liedje dat in werkelijkheid bedoeld was voor Coco: Remember Me. En tot ieders verbazing, leeft Coco weer op en begint het mee te zingen. Terug in een moment van helderheid, vertelt Coco hoe haar ouders voor haar zongen en speelden, en toont ze hoe ze al die tijd in het geheim alle brieven en gedichten die haar vader Héctor haar toezond heeft bewaard, en, tot vreugde van Miguel, het ontbrekende deel van de foto van Imelda. 
Een jaar later is er veel veranderd. In het huis van de Riveras weerklinkt nu muziek en is Miguel zelf een volwaardige mariachi geworden. Aan de buitenmuur hangen, netjes ingekaderd, de brieven en gedichten van Héctor aan Coco voor toeristen om te zien, welke duidelijk bewijzen dat niet De la Cruz, maar Rivera de grootste artiest was aller tijden. Miguel toont, op de avond van de Dag der Doden, de ofrenda aan zijn kleine zusje, die ondertussen geboren is, en met trots de in ere herstelde foto van Imelda, baby Coco en Héctor. Elena voegt een kleurenfoto toe aan de tafel van mama Coco, die ondertussen overleden is. In het Land van de Doden maken de overleden Riveras zich op voor de oversteek te maken, met een opgeluchte Héctor die nu eindelijk mee kan, en al snel vervoegd door Coco, die eindelijk haar vader terugziet. 
De film besluit terwijl Miguel Proud Corazón speelt en zingt, in gezelschap van alle familieleden, en Héctor in spiritu het duet speelt met zijn nazaat.

## Stemverdeling
Stemmen volgens de aftiteling.
| Personage              | Engelse stem            | Nederlandse stem       | Vlaamse stem          |
| ---------------------- | ----------------------- | ---------------------- | --------------------- |
| Miguel Rivera          | Anthony Gonzalez        | Thijs Overpelt         | Abobakar Rahman       |
| Héctor                 | Gael García Bernal      | Ara Halici             | Gene Thomas           |
| Ernesto de la Cruz     | Benjamin Bratt          | Wiebe-Pier Cnossen     | Wim Van Den Driessche |
| Mamá Imelda            | Alanna Ubach            | Ilse Warringa          | Goele De Raedt        |
| Abuelita Elena         | Renée Victor            | Marloes van den Heuvel | An Nelissen           |
| Mamá Coco              | Ana Ofelia Murguía      | Lucie de Lange         | Hilde Norga           |
| Chicharrón             | Edward James Olmos      | Hero Muller            | Lucas Dietens         |
| Papá Julio             | Alfonso Arau            | Jan Nonhof             | Ivan Pecnik           |
| Tía Rosita             | Selene Luna             | Hetty Heyting          | Maja Van Honsté       |
| Tía Victoria           | Dyana Ortellí           | Hymke de Vries         | Liesbeth De Wolf      |
| Tío Oscar & Tío Felipe | Herbert Sigüenza        | Johnny Kraaijkamp jr.  | Wim Peters            |
| Papá                   | Jaime Camil             | Ruben Lürsen           | Nordin De Moor        |
| Mamá                   | Sofía Espinosa          | Barbara Sloesen        | Charlotte Campion     |
| Tío Berto              | Luis Valdez             | Johnny Kraaijkamp jr.  | Ludo Hellinx          |
| Plaza Mariachi         | Lombardo Boyar          | Dennis Weening         | Peter Van Gucht       |
| Clerk                  | Gabriel Iglesias        | Huub Dikstaal          | Sven De Ridder        |
| Gustavo                | Lombardo Boyar          | Sander de Heer         | Joost Claes           |
| Frida Kahlo            | Natalia Cordova-Buckley | Anne-Marie Jung        | Wanda Joosten         |
| Douanière              | Carla Medina            | Saskia Weerstand       | Cathy Petit           |
| Don Hidalgo            | Luis Valdez             | Finn Poncin            | Ivan Pecnik           |
| Emcee                  | Blanca Araceli          | Jeske van de Staak     | Ann Van den Broeck    |
| Beveiligingsagent      | Salvador Reyes          | Marcel Jonker          | Ivan Pecnik           |
| Rechercheur            | Cheech Marin            | Finn Poncin            | Marc Peeters          |
| Douanier               | Octavio Solis           | Marcel Jonker          | Michiel De Meyer      |
| Juan Ortodoncia        | John Ratzenberger       | Stephan Holwerda       | Ludo Hellinx          |

## Productie
Lee Unkrich kreeg al in 2010 het idee voor de film toen Toy Story 3, ook door Unkrich geregisseerd, gereleased werd. Op 13 april 2016 kondigde Unkrich aan dat de  eerste animaties begonnen waren. De schrijver Adrian Molina werd in 2016 gepromoveerd tot coregisseur.
Coco ging op 20 oktober 2017 in première op het Festival Internacional de Cine de Morelia in Mexico. De film kreeg lovende kritieken van de filmcritici, met een score van 97% op Rotten Tomatoes, gebaseerd op 268 beoordelingen.

## Prijzen en nominaties
De belangrijkste:
| Jaar | Prijs                              | Categorie                              | Genomineerde(n)                                                                                          | Uitslag     |
| ---- | ---------------------------------- | -------------------------------------- | --- | ----------- |
| 2019 | Grammy Awards                      | Best Score Soundtrack For Visual Media | Michael Giacchino                                                                                        | Genomineerd |
| 2019 | Grammy Awards                      | Best Song Written For Visual Media     | Remember Me van Kristen Anderson-Lopez & Robert Lopez, Songwriters (Miguel featuring Natalia Lafourcade) | Genomineerd |
| 2018 | Golden Globe                       | Beste animatiefilm                     | Beste animatiefilm                                                                                       | Gewonnen    |
| 2018 | Golden Globe                       | Beste filmsong                         | Remember Me van Kristen Anderson-Lopez & Robert Lopez                                                    | Genomineerd |
| 2018 | Critic's Choice Awards             | Beste animatiefilm                     | Beste animatiefilm                                                                                       | Gewonnen    |
| 2018 | Critic's Choice Awards             | Beste filmsong                         | Remember Me van Kristen Anderson-Lopez & Robert Lopez                                                    | Gewonnen    |
| 2018 | Satellite Awards                   | Beste geanimeerde of mixed media film  | Beste geanimeerde of mixed media film                                                                    | Gewonnen    |
| 2018 | Satellite Awards                   | Beste geluidseffecten                  | Beste geluidseffecten                                                                                    | Genomineerd |
| 2018 | BAFTA Awards                       | Beste animatiefilm                     | Beste animatiefilm                                                                                       | Gewonnen    |
| 2018 | Academy Awards                     | Beste lange animatiefilm               | Beste lange animatiefilm                                                                                 | Gewonnen    |
| 2018 | Academy Awards                     | Beste filmsong                         | Remember Me van Kristen Anderson-Lopez & Robert Lopez                                                    | Gewonnen    |
| 2017 | New York Film Critics Circle Award | Beste animatiefilm                     | Beste animatiefilm                                                                                       | Gewonnen    |
| 2017 | National Board of Review           | Beste animatiefilm                     | Beste animatiefilm                                                                                       | Gewonnen    |